# Чайна (Мен)
Чайна (англ. China) — місто (англ. town) в США, в окрузі Кеннебек штату Мен. Населення — 4408 осіб (2020).

## Демографія
Згідно з переписом 2010 року, у місті мешкало 4328 осіб у 1718 домогосподарствах у складі 1234 родин. Було 2316 помешкань
Расовий склад населення:
| - 97,1 % — білих - 0,5 % — корінних американців - 0,4 % — азіатів - 0,3 % — чорних або афроамериканців |

До двох чи більше рас належало 1,4 %. Частка іспаномовних становила 0,9 % від усіх жителів.
За віковим діапазоном населення розподілялося таким чином: 23,6 % — особи молодші 18 років, 64,9 % — особи у віці 18—64 років, 11,5 % — особи у віці 65 років та старші. Медіана віку мешканця становила 42,1 року. На 100 осіб жіночої статі у місті припадало 99,4 чоловіків;  на 100 жінок у віці від 18 років та старших — 96,8 чоловіків також старших 18 років.
Середній дохід на одне домашнє господарство  становив 62 623 долари США (медіана — 53 574), а середній дохід на одну сім'ю — 75 787 доларів (медіана — 62 457). Медіана доходів становила 38 152 долари для чоловіків та 37 712 долари для жінок. За межею бідності перебувало 10,1 % осіб, у тому числі 9,0 % дітей у віці до 18 років та 2,2 % осіб у віці 65 років та старших.
Цивільне працевлаштоване населення становило 2026 осіб. Основні галузі зайнятості: освіта, охорона здоров'я та соціальна допомога — 28,2 %, роздрібна торгівля — 13,9 %, виробництво — 11,8 %, науковці, спеціалісти, менеджери — 11,5 %.